# سامسونگ گلکسی آ۳۲
سامسونگ گلکسی آ۳۲ (انگلیسی: Samsung Galaxy A32) یک تلفن هوشمند مبتنی بر اندروید است که توسط سامسونگ الکترونیک تولید و عرضه شده‌است. این گوشی به‌عنوان جانشین سامسونگ گلکسی آ۳۱ معرفی شد. گلکسی آ۳۲ بسیاری از ویژگی‌های نسخهٔ قبلی خود را حفظ کرده‌است، اما از برتری‌های این گوشی نسبت به نسل قبلی خود می‌توان به ارتقای کیفیت دوربین اصلی به ۶۴ مگاپیکسل و نمایشگر سوپر آمولد ۹۰ هرتز اشاره کرد.
آ۳۲ ۵جی شباهت‌هایی به نسخهٔ ۴جی دارد، اما نمایشگر آن از نوع TFT و با نرخ نوسازی ۶۰ هرتز است، دوربین اصلی آن ۴۸ مگاپیکسل، لنز تشخیص عمق آن ۲ مگاپیکسل و دوربین سلفی آن ۱۳ مگاپیکسل است، بریدگی نمایشگر آن به شکل اینفینیتی-وی است و از سامانه روی یک تراشه مدیاتک MT6853 دایمنسیتی ۷۰۰ بهره می‌برد.
ساخت کشور ویتنام هست 
سامسونگ a32 مانند a31 از یه باتری و شارژر استفاده میکنند

## تاریخچه
نسخهٔ ۵جی این گوشی در ۱۳ ژانویه ۲۰۲۱ و نسخهٔ ۴جی در ۲۵ فوریه ۲۰۲۱ معرفی شد. این گوشی در ۴ رنگ سفید، مشکی، آبی و بنفش عرضه می‌شود.